# Peter Crolla
Peter J. Crolla é um engenheiro britânico de Fórmula 1 que atualmente é gerente de equipe de corrida da Cadillac Formula 1 Team. Anteriormente, ele foi gerente de equipe da Haas F1 Team.

## Carreira
Crolla começou sua carreira no automobilismo em 2004 como engenheiro de dados da Team Dynamics, que competia no Campeonato Britânico de Carros de Turismo. Depois de um ano com a equipe, ele se mudou para a Fortec Motorsport, que competiu no Campeonato Britânico de Fórmula 3, onde foi engenheiro de corrida por dois anos e depois se tornou gerente de equipe entre 2007 e 2010. Em 2011, ele voltou para a Team Dynamics como gerente de equipe. Ele ficou lá por três anos, até que Crolla ingressou na McLaren Racing como líder da equipe de garagem. Em busca de um novo desafio, Crolla se juntou à equipe de Fórmula 1 Haas como coordenador da equipe de corrida e 14º funcionário da equipe. Ele se tornou gerente de equipe em setembro de 2017 e gerente de operações da equipe de corrida em fevereiro de 2021, onde ele supervisionava as operações da garagem, bem como a governança esportiva e o contato com Michael Masi e com a FIA. Em julho de 2022, ele retornou ao cargo de gerente de equipe da Haas.
Em janeiro de 2025, foi anunciado que Crolla havia deixado sua função na Haas. E, em fevereiro, a equipe de Fórmula 1 da Cadillac anunciou a contratação de Crolla como o seu primeiro gerente de equipe, com ele assumindo sua nova função em abril de 2025. Essa mudança aconteceu enquanto a organização liderada pela General Motors se preparava para entrar na categoria máxima do automobilismo mundial como a 11ª equipe em 2026.